# Салаватский индустриальный колледж
Салаватский индустриальный колледж — государственное бюджетное образовательное учреждение среднего профессионального образования города Салавата Республики Башкортостан.
Салаватский индустриальный колледж — самое крупное учебное заведение города Салавата, осуществляющее обучение среднему профессиональному образованию и подготовку инженерно-технического состава предприятий Салавата.
Колледжу присвоен статус «Базового регионального центра информационных технологий», «Ведущего центра информационных технологий отраслевой системы СПО».

## История
Главное здание для техникума было построено в 1954 году. В нём первоначально размещалось техническое училище № 3.
Салаватский индустриальный колледж (техникум) основан в 1957 году после объединения Уфимского лесного техникума и Ишимбайского нефтехимического техникума. Техникум готовил кадры для строек и предприятий города Салавата. Первый выпуск специалистов (168 чел) состоялся в 1961 году.
Первый набор студентов состоял из 600 человек (около 1500 в настоящее время). Первым директором техникума с 1957 по 1959 год был Апарин Валентин Максимович.
Значительный вклад в становление техникума внесли директора А. В. Березин, Ш. X. Сайфутдинов, Г. И. Степаненко, В. А. Маринкин.
Оснащению учебно-материальной базы техникума помогало базовое предприятие техникума — «Салаватнефтеоргсинтез».
С 1994 г. директором колледжа является Заслуженный учитель РФ Михайлов А.С.
Подготовка специалистов в колледже осуществляется по 14-ти специальностям, функционирует более ста пятидесяти направлений дополнительного профессионального образования, есть курсы повышения квалификации и переподготовки специалистов, курсы профессиональной подготовки и повышения квалификации рабочих, курсы обучения в области промышленной безопасности.
Основным заказчиком выпускников колледжа является нефтехимическая компания ОАО «Салаватнефтеоргсинтез» (СНОС).
В 2007 году колледж принял участие в реализации национального проекта «Образование» и активно включился во Всероссийский конкурс инновационных образовательных программ, проводимый Министерством образования и науки России среди учреждений СПО, стал победителем, получив гранд на развитие учебно-производственной базы — 70 млн руб.
Обучение в колледже проводится по очной, заочной и вечерней форме обучения.
Дополнительно в колледже работают более ста пятидесяти направлений дополнительного профессионального образования — курсы повышения квалификации и переподготовки специалистов (менеджмент, охрана труда, экология и др.)

## Специальности и профессии
Колледж готовит специалистов по следующим специальностям и профессиям:
| Код ОКСО | Название специальности                                                                     |
| -------- | ------------------------------------------------------------------------------------------ |
| 08.02.01 | Строительство и эксплуатация зданий и сооружений                                           |
| 08.02.04 | Водоснабжение и водоотведение                                                              |
| 09.02.07 | Информационные системы и программирование                                                  |
| 13.02.02 | Теплоснабжение и теплотехническое оборудование                                             |
| 13.02.11 | Техническая эксплуатация и обслуживание электрического и электромеханического оборудования |
| 15.02.14 | Оснащение средствами автоматизации технологических процессов и производств                 |
| 15.02.08 | Технология машиностроения                                                                  |
| 15.02.12 | Монтаж, техническое обслуживание и ремонт промышленного оборудования (по отраслям)         |
| 18.02.09 | Переработка нефти и газа                                                                   |
| 23.02.07 | Техническое обслуживание и ремонт двигателей, систем и агрегатов автомобилей               |
| 38.02.01 | Экономика и бухгалтерский учет (по отраслям)                                               |
| 43.02.15 | Поварское и кондитерское дело                                                              |

| Код ОКСО | Название профессии                                                        |
| -------- | ------------------------------------------------------------------------- |
| 13.01.10 | Электромонтёр по ремонту и обслуживанию электрооборудования (по отраслям) |
| 15.01.05 | Сварщик (ручной и частично механизированной сварки (наплавки))            |
| 15.01.20 | Слесарь по контрольно-измерительным приборам и автоматике                 |
| 15.01.35 | Мастер слесарных работ                                                    |
| 18.01.05 | Аппаратчик-оператор производства неорганических веществ                   |
| 18.01.27 | Машинист технологических насосов и компрессоров                           |